# 오피스 (미국의 시트콤)
《오피스》(The Office)는 미국 NBC에서 방영했던 인기 모큐멘터리 코미디 TV시리즈이다. 원작은 영국 BBC에서 방영된 동명의 시트콤 《오피스》이다. 펜실베이니아주 스크랜턴에 위치한 가상의 제지회사 던더 미플린 사원들의 일상생활을 그리고 있다. 실제 다큐멘터리의 느낌을 더하기 위해 단일 카메라 기법(Single-camera Setup)을 사용하며, 현실감을 더하기 위해 방청객이 없고 웃음소리 역시 제외하였다.
오피스 미국판의 총감독은 새터데이 나잇 라이브, 킹 오브 더 힐, 심슨 가족 등을 집필한 베테랑 작가 그레그 대니얼스와 영국 BBC에서 방송된 오피스 원작의 제작자 리키 저베이스와 스티븐 머천트가 맡았다. 이들은 시즌 3에 방송된 The Convict 에피소드의 각본을 쓰기도 했다. 조연출은 대니얼스의 디들디 프로덕션과 유니버설 미디어 스튜디오 산하의 레벌리 프로덕션에서 담당했다. 2005년 3월 24일 NBC의 중간 개편 프로그램으로 첫 전파를 탔다.
오프 네트워크 신디케이션은 2008년 초 TBS와 폭스사 소유의 방송국을 통해 시작됐다. 극중 마이클 스콧 역을 맡고 있는 스티브 커렐은 시즌 7 종료와 함께 하차하였다. 이후 NBC에서는 시즌 8을 극중 마이클 스콧을 제외한 출연진들로 구성하여 시즌 9까지 극을 이끌었다. 시즌의 마지막은 2012년 9월 20일 ~ 2013년 5월 16일 시즌 9를 끝으로 방송 종료되었다.

## 배경

### 캐스팅
NBC사의 프로그래머 케빈 라일리는 감독 벤 실버먼에게 주인공 마이클 스콧 역으로 폴 지어마티를 추천했지만 폴이 거절했다. 마틴 쇼트, 행크 아자리아와 밥 오든커크 역시 주인공 역에 관심을 보였다고 추정된다. 2004년 1월, 버라이어티지는 스티브 커렐이 코미디 프로그램인 The Daily Show with Jon Stewart에 출연할 것이라고 보도하였다. 당시 그는 Come to Papa라는 NBC사의 다른 코미디 프로그램에 출연중이었으나, 프로그램이 조기종영 됨과 동시에 《오피스》에 전념하게 되었다. 스티브 커렐은 《오피스》 오디션을 보기 전 영국원작의 파일럿 에피소드 반도 보지 않았다고 밝혔는데, 이는 원작 주인공의 캐릭터를 자신도 모르게 따라하게 되는 것을 피하기 위해서였다고 한다.
권력앞에 약한 아첨꾼 드와이트 슈르트로 출연하는 레인 윌슨은 영국 원작을 한 편도 빠지지 않고 본 후 오디션에 참가했다고 한다. 레인 윌슨은 사실 주인공역인 마이클 스콧 역에 지원하였으나(원작 영국판 주인공 성대모사를 하였는데 스스로 끔찍했다고 한다), 감독이 그의 연기를 본 후 드와이트 역에 어울린다고 판단, 오늘날 극중 가장 코믹한 캐릭터인 드와이트 슈르트가 탄생하게 된다.
무명이었던 존 크라신스키는 오피스의 작가이자 연기자인 비제이 노백과 동문이자 절친한 친구임을 계기로 오디션을 보게되어 짐 핼퍼트 역을 따낸다. 제나 피셔는 오디션 준비를 위해 스스로를 최대한 재미없고 심심하게 보이도록 했는데, 그것이 극중 팸 비즐리의 머리 스타일의 시작이라고 한다.

### 애드립
《오피스》의 매 에피소드는 100% 각본대로 진행이 되지만, 연기자들은 촬영 시 즉흥연기(애드립)을 할 수 있는 기회가 주어진다. "저희 쇼는 100% 대본대로지만, 연기자들은 간혹 애드립을 할 때도 있어요. 특히 스티브(마이클 스콧 역)와 레인(드와이트 슈르트 역)은 애드립의 천재예요."라고 제나 피셔는 설명했다.
시즌 3의 "Gay Witch Hunt" 에피소드 중 마이클이 오스카에 키스 하는 장면은 대본에 전혀 없는 즉흥연기였다고 한다. "스티브가 즉흥적으로 계속 하더라구요,"라고 제나 피셔는 밝혔다. "극중 저희들이 놀라워하고 충격스러워 하는 표정은 연기가 아니었어요. 이 다음에 무슨 일이 일어날까 같은 연기자인 저희들도 모르겠더라구요. 저희가 웃음을 그렇게나 오래 참을 수 있다는 것이 너무 놀라워요. 끝나고 현장에서 그렇게 많이 웃었던 적은 없던 것 같아요."

### 포맷
《오피스》는 모큐멘터리이다. 촬영팀의 목적은 던더 미플린사와 사원들의 생활을 24시간 촬영하는 듯한 느낌을 주도록 하는 것이다. 카메라의 존재는 극중 캐릭터들에 의해서 계속 드러나는데, 특히 마이클 스콧은 극중 인터뷰 형식으로 촬영에 참여하는 시간이 상당히 길다.

## 한국판 성우진(OBS)
- 배한성 - 마이클 스캇(스티브 카렐)
- 이재용 - 드와이트 슈루트(레인 윌슨)
- 임진응 - 짐 핼퍼트(존 크라신스키)
- 문선희 - 팸 비즐리(제나 피셔)
- 변종필 - 라이언 하워드(B.J. 노백)